# Igai
Igai („podle božstva egyptské oázy“) je rod titanosaurního sauropodního dinosaura z kladu Lithostrotia a čeledi Saltasauridae, žijícího v období pozdní křídy (geologický stupeň kampán, asi před 74 až 72 miliony let) na území Egypta. Fosilie dinosaurů jsou z této oblasti známé již delší dobu.

## Objev a popis
Fosilie byly objeveny a vykopány dvojicí německých badatelů v roce 1977 v sedimentech souvrství Quseir v oáze Dachla na území egyptské Západní pouště. V roce 2008 byly fosilie dopraveny do instituce Museum für Naturkunde, kde byly dále zkoumány. V roce 2023 byl dinosaurus formálně popsán pod vědeckým jménem Igai semkhu (druhové jméno znamená ve starém egyptském jazyce "zapomenutý").
Nedaleko místa objevu byl objeven také další sauropod Mansourasaurus shahinae, popsaný roku 2018.

## Zařazení
Rod Igai spadá do čeledi Saltasauridae a jeho nejbližšími příbuznými jsou rody Ampelosaurus a dále Lohuecotitan a Lirainosaurus.